# Empréstimo (linguística)
Empréstimo linguístico é a incorporação ao léxico de uma língua receptora de uma unidade lexical (commo palavra, morfema, locução, etc.) pertencente à língua doadora, mediante a reprodução da unidade sem alteração de pronúncia ou mediante adaptação fonológica e ortográfica (exemplos: garçom, futebol). Em geral, a palavra emprestada mantém o sentido da língua doadora. As palavras tomadas como empréstimo são igualmente denominadas 'empréstimos'. 
Há que distinguir entre o empréstimo e o neologismo, que é uma palavra nova, derivada ou formada de outras já existentes,(como urubuzar, verbo derivado de urubu) na língua ou em outro sistema linguístico (como 'tuiteiro', de Twitter), ou então a atribuição de novos sentidos a uma palavra já existente na  própria  língua.
Também há diferença entre empréstimo e estrangeirismo. Estrangeirismo é o uso de um vocábulo de uma outra língua, com a mesma grafia e a mesma pronúncia da língua original, como em mise-en-plis, 'spray, know-how e software. No caso do empréstimo, a palavra proveniente de uma língua é incorporado noutra, e a grafia muda, a exemplo de palavras como 'escâner' (do inglês scanner), 'bife' (do inglês beef), 'bisteca' (do inglês beefsteak), 'futebol' (do inglês football),'garção' (do francês garçon) e 'maquilar' (do francês maquiller) e 'nhoque' (do italiano gnocchi, forma plural de gnocco). 
Mas vale observar também que o empréstimo linguístico não se dá unicamente por influxo linguístico estrangeiro. Ocorre também dentro da própria comunidade linguística, entre os falares regionais ou entre esses e o sistema tradicional, de modo que cada um pode sofrer mudanças por empréstimos do outro. A linguagem literária, por exemplo, recebe influxo do falar popular ou regional e, reciprocamente, pode influenciá-lo.

## Empréstimos do português
Alguns exemplos de palavras exportadas pelo português para outras línguas:
| Língua    | Na língua | Em Português |
| --------- | --------- | ------------ |
| indonésio | sekolah   | escola       |
| inglês    | caste     | casta        |
| japonês   | bateren   | padre        |
| konkani   | zonel     | janela       |
| malaio    | bendera   | bandeira     |
| suaíle    | mesa      | mesa         |
| tetum     | paun      | pão          |

## Estrangeirismos
O uso de palavra ou expressão estrangeira num texto em vernáculo, tomada como tal e não incorporada ao léxico da língua receptora, é denominado estrangeirismo. Tal uso é desaconselhado por eruditos da língua; no entanto, tal posição não reflete a dinâmica da formação do próprio português, que, tal como todas as outras línguas europeias, sofre, desde a sua formação, o influxo de outros idiomas. Alguns dos principais tipos de estrangeirismos são: galicismo, do francês; anglicismo, do inglês;  latinismo, do latim etc.. 

## Exemplos de empréstimos
Segue-se uma pequena lista de palavras que a língua portuguesa tomou emprestadas de outros idiomas:
| Língua       | Na língua  | Em português   |
| ------------ | ---------- | -------------- |
| árabe        | shiikh     | xeque          |
| aramaico     | abba       | abade          |
| balti        | polo       | polo (hipismo) |
| cantonês     | shî-yaū    | soja           |
| checo        | robotnik   | robô           |
| cingalês     | toramalli  | turmalina      |
| copta        | tō(ō)be    | adobe          |
| dharuk       | bumariny   | bumerangue     |
| diveí        | atolu      | atol           |
| evenque      | şamān      | xamã           |
| francês      | tourisme   | turismo        |
| grego antigo | hypokrisis | hipocrisia     |
| guguyimidjir | gaŋurru    | canguru        |
| hindi        | gymkhana   | gincana        |
| inglês       | beef       | bife           |
| inuíte       | qajaq      | caiaque        |
| italiano     | squadrone  | esquadrão      |
| malaio       | bambu      | bambu          |
| malaiala     | tēkka      | teca           |
| malgaxe      | rafia      | ráfia          |
| cantonês     | cha        | chá            |
| mongol       | orda       | horda          |
| náuatle      | tomatl     | tomate         |
| powhatan     | mäkäsĭn    | mocassim       |
| sânscrito    | svastika-s | suástica       |
| sueco        | tungsten   | tungsténio     |
| taino        | batata     | batata         |
| tâmil        | kaṭṭumaram | catamarã       |
| tonganês     | ta-bu      | tabu           |
| tupi         | jaguara    | jaguar         |
| uolofe       | banana     | banana         |

## Falsos cognatos
Por vezes, as palavras emprestadas podem mudar de significado na língua de destino, denominando-se neste caso por vezes de "falsos cognatos". Por exemplo, a palavra portuguesa marmelada (doce de marmelo) foi tomada de empréstimo pela língua inglesa como marmalade, não com o significado original, mas significando geleia de laranja com pedaços de casca ou qualquer espécie de compota ou doce pastoso.